# Спортивная гимнастика на летних Олимпийских играх 2008 — параллельные брусья
Соревнования на параллельных брусьях среди мужчин на летних Олимпийских играх 2008 года состоялись в Государственном дворце спорта Пекина 19 августа. В соревнованиях участвовали 8 гимнастов (не более двух от одной страны). У каждого гимнаста было только одно выступление.
Чемпионом стал китаец Ли Сяопэн, серебряным призёром — кореец Ю Вон Чхоль, бронзовым призёром — гимнаст из Узбекистана Антон Фокин. Россиянин Николай Крюков занял последнее место.

## Результаты
| Место | Спортсмен       | Очки   |
| ----- | --------------- | ------ |
| 1     | Ли Сяопэн       | 16.450 |
| 2     | Ю Вон Чхоль     | 16.250 |
| 3     | Антон Фокин     | 16.200 |
| 4     | Фабиан Хамбюхен | 15.975 |
| 5     | Митя Петковшек  | 15.725 |
| 6     | Хуан Сюй        | 15.700 |
| 7     | Ян Тхэ Ён       | 15.650 |
| 8     | Николай Крюков  | 15.150 |